# Alexandre Moratto
Alexandre Moratto é um cineasta brasilo-americano. Teve seu trabalho reconhecido em 2018, quando lançou o longa-metragem Sócrates, que estrelou em vários festivais e foi indicado aos Prêmios Independent Spirit de 2019 a três categorias, com Moratto ganhando o prêmio "Someone to Watch", entregue para jovens diretores que se destacaram. Em 2021, ele consolidou sua reputação como um jovem cineasta promissor com seu segundo longa 7 Prisioneiros, que estreou no Festival de Veneza com aclamação da crítica e foi lançado pela Netflix no mesmo ano.

## Carreira
Moratto começou sua carreira como assistente do diretor Iraniano-americano Ramin Bahrani, diretor indicado ao Óscar pelo longa da Netflix O Tigre Branco. Moratto tinha apenas 17 anos e precisou mentir em seu currículo para conseguir o emprego. Impressionado pela dedicação do jovem, Bahrani tornou-se seu mentor e posteriormente produziu o primeiro longa-metragem de Moratto, Sócrates.
Produzido em parceria com o Instituto Querô, ONG reconhecida pelo UNICEF, Sócrates foi realizado com um orçamento de apenas 20 mil dólares, contando com um elenco e equipe técnica formados por adolescentes de comunidades e escolas públicas de Santos, São Paulo. O filme foi internacionalmente reconhecido, foi distribuído nos cinemas nos EUA, Inglaterra e Brasil (pela O2 Filmes), exibido em vários festivais nacionais e internacionais de cinema, e venceu vários prêmios, incluindo o prêmio "Someone to Watch" dos Prêmios Independent Spirit (concedido a Moratto), além de indicações ao Prêmio John Cassavetes e Melhor Ator no mesmo. Moratto escalou o jovem ator brasileiro Christian Malheiros para seu primeiro papel como ator. Pela sua interpretação, Malheiros foi indicado ao "Oscar Independente," concorrendo junto com Joaquin Phoenix e Ethan Hawke, e passou a estrelar o sucesso Sintonia e o segundo longa-metragem de Moratto, 7 Prisioneiros.
Com 7 Prisioneiros, Moratto voltou a trabalhar com Bahrani e Fernando Meirelles, diretor de Cidade de Deus, na produção. Também trabalhou novamente com Thayná Mantesso, jovem formada pelo Querô, como co-roteirista. Meirelles, que conheceu Moratto por meio da distribuição de Sócrates pela O2 Filmes, demonstrou grande afinidade pelo projeto e pela visão do cineasta. Moratto escalou Rodrigo Santoro para interpretar Luca, um capataz de um ferro-velho em São Paulo envolvido com tráfico humano. Santoro afirmou que interpretar Luca foi uma experiência dolorosa e refletiu sobre a importância do cinema em promover diálogo sobre questões sociais. Ao ser lançado, a Netflix revelou que 7 Prisioneiros foi um dos filmes mais assistidos na plataforma, sendo o segundo mais visto em língua não inglesa no mundo. Sobre o projeto, Moratto se envolveu profundamente na pesquisa, encontrando-se com sobreviventes de tráfego humano no Brasil, com o objetivo de retratar suas lutas com respeito.
Em 2021, após o lançamento do filme, foi divulgado que Moratto recebeu a Bolsa Guggenheim nos Estados Unidos, um prêmio financeiro concedido àqueles "que demonstram excepcional capacidade de produtividade acadêmica ou habilidade criativa notável nas artes." Também foi divulgado que ele será empresariado pela agência de Hollywood William Morris Endeavor. Esse reconhecimento destacou Moratto como um diretor em ascensão, conhecido por explorar temas sociais complexos de forma artística e acessível ao público.

## Filmografia

### Cinema
| Ano  | Titulo         | Diretor |
| ---- | -------------- | ------- |
| 2018 | Sócrates       | Sim     |
| 2021 | 7 Prisioneiros | Sim     |

## Prêmios e indicações
| Ano  | Premiação                                  | Categoria                                                          | Filme          | Resultado | Ref.          |
| ---- | ------------------------------------------ | ------------------------------------------------------------------ | -------------- | --------- | ------------- |
| 2018 | Mix Brasil                                 | Melhor Filme                                                       | Sócrates       | Venceu    | [ 26 ]        |
| 2018 | Mix Brasil                                 | Melhor Diretor                                                     | Sócrates       | Venceu    | [ 26 ]        |
| 2019 | Prêmios Independent Spirit                 | Prêmio Someone to Watch                                            | Sócrates       | Venceu    | [ 2 ]         |
| 2019 | Prêmios Independent Spirit                 | Prêmio John Cassavetes                                             | Sócrates       | Indicado  | [ 2 ]         |
| 2021 | Festival Internacional de Cinema de Veneza | Prêmio da Audiência (Orizzonti Extra)                              | 7 Prisioneiros | Indicado  | [ 27 ] [ 28 ] |
| 2021 | Festival Internacional de Cinema de Veneza | Melhor Filme em Língua Estrangeira (Sorriso Diverso Venezia Award) | 7 Prisioneiros | Venceu    | [ 27 ] [ 28 ] |
| 2022 | Grande Prêmio do Cinema Brasileiro         | Melhor Direção                                                     | 7 Prisioneiros | Indicado  | [ 29 ]        |